# Arno (Sänger)

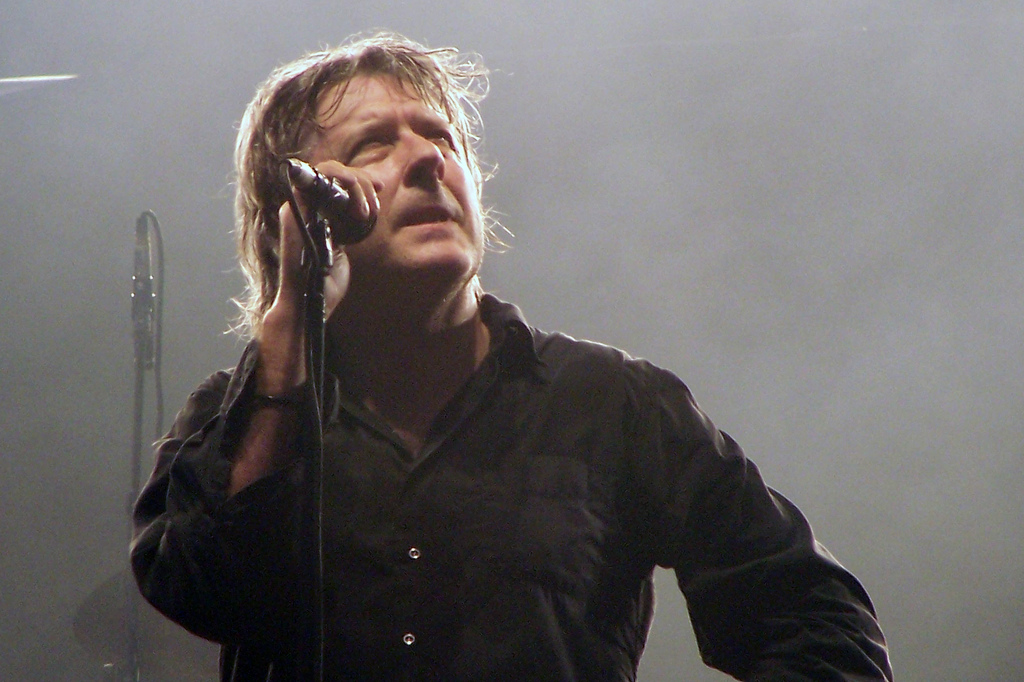
Arno Hintjens (2005)

Arno, eigentlich Arnold Charles Ernest Hintjens, (* 21. Mai 1949 in Ostende; † 23. April 2022 in Brüssel) war ein belgischer Sänger.

## Leben
Arno begann seine musikalische Karriere in den frühen 1970er Jahren in Ostende. Er war nacheinander Mitglied der Formationen Freckle Face, Tjens Couter und TC Matic. Ab 1986 war er als Solokünstler aktiv. Nebst Eigenkompositionen vor allem in französischer und englischer, teilweise auch in flämischer Sprache, nahm er zahlreiche französische Chansons auf. Außerdem komponierte er die Musik für viele Filme. Wegen seiner rauen Stimme und der musikalischen Verwandtschaft wurde er auch als „belgischer Tom Waits“ bezeichnet.

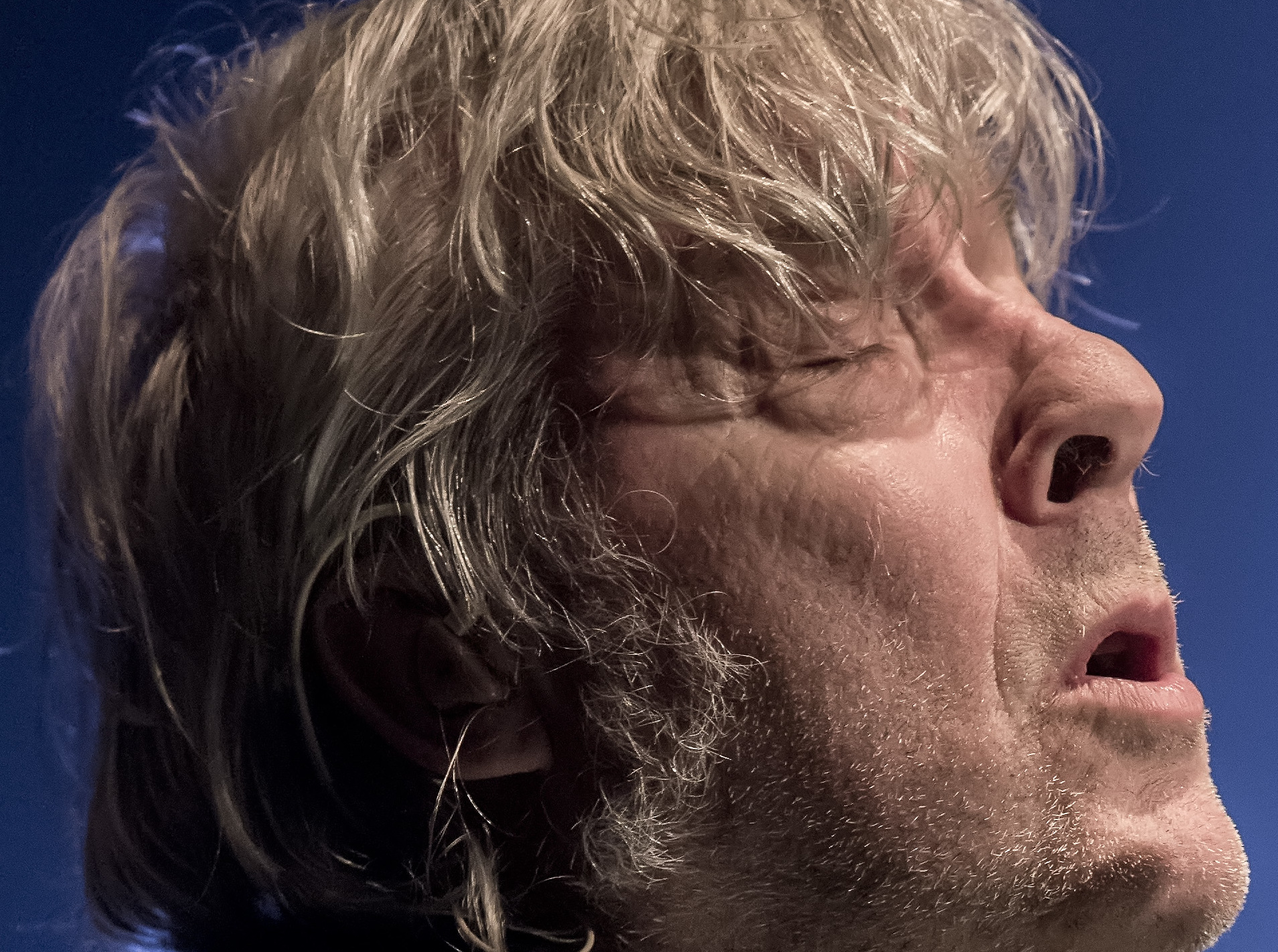
Arno in 2017

2007 spielten Arno und Alain Bashung im Film J’ai toujours rêvé d’être un gangster von Samuel Benchetrit in der dritten Geschichte einstmals erfolgreiche Sänger, die durch die Provinz tingeln und sich zufällig begegnen. Bei einem Kaffee reden sie über die Welt und ihr Leben und versuchen, voreinander ihren Bedeutungsverlust zu verbergen.
Arno litt seit 2019 an Bauchspeicheldrüsenkrebs, an dessen Folgen er im April 2022 72-jährig starb.

## Diskografie
Hinweis: die in der Spalte für Flandern angegebenen Gold- und Platinauszeichnungen gelten für ganz Belgien.

### Studioalben
| Jahr | Titel                                               | Höchstplatzierung, Gesamtwochen, AuszeichnungChartplatzierungen (Jahr, Titel, Platzierungen, Wochen, Auszeichnungen, Anmerkungen) | Höchstplatzierung, Gesamtwochen, AuszeichnungChartplatzierungen (Jahr, Titel, Platzierungen, Wochen, Auszeichnungen, Anmerkungen) | Höchstplatzierung, Gesamtwochen, AuszeichnungChartplatzierungen (Jahr, Titel, Platzierungen, Wochen, Auszeichnungen, Anmerkungen) | Höchstplatzierung, Gesamtwochen, AuszeichnungChartplatzierungen (Jahr, Titel, Platzierungen, Wochen, Auszeichnungen, Anmerkungen) | Anmerkungen                                                                 |
| Jahr | Titel                                               | BEF | BEW | FR | CH | Anmerkungen                                                                 |
| ---- | --------------------------------------------------- | --- | --- | --- | --- | --------------------------------------------------------------------------- |
| 1991 | Charles et les Lulus                                | BEF127 (1 Wo.)BEF | — | — | — | Charteinstieg erst 2021                                                     |
| 1995 | À la française                                      | BEF16 (11 Wo.)BEF | BEW24 (12 Wo.)BEW | — | — | Erstveröffentlichung: 16. Juni 1995                                         |
| 1998 | Charles & the White Trash European Blues Connection | BEF19 (5 Wo.)BEF | — | — | — | Blues-Projekt mit Geoffrey Burton, Alan Gevaert und Herman Cambré           |
| 1999 | Le European Cowboy                                  | BEF10 (8 Wo.)BEF | BEW26 (4 Wo.)BEW | — | — | Erstveröffentlichung: 23. August 1999                                       |
| 1999 | À poil commercial                                   | BEF36 (2 Wo.)BEF | BEW27 (2 Wo.)BEW | FR71 (1 Wo.)FR | — | Erstveröffentlichung: 23. August 1999                                       |
| 2000 | Le Best Of                                          | BEF4 ×3Dreifachplatin · (28 Wo.)BEF                                                                                               | BEW6 (15 Wo.)BEW | — | — | Erstveröffentlichung: 13. November 2000 in Flandern erst 2003 in den Charts |
| 2002 | Charles Ernest                                      | BEF2 Gold · (32 Wo.)BEF | BEW3 (18 Wo.)BEW | FR26 (14 Wo.)FR | CH90 (2 Wo.)CH | Erstveröffentlichung: 25. Februar 2002                                      |
| 2004 | French Bazaar                                       | BEF1 Platin · (20 Wo.)BEF | BEW4 (23 Wo.)BEW | FR16 (23 Wo.)FR | CH60 (3 Wo.)CH | Erstveröffentlichung: 24. Mai 2004                                          |
| 2007 | Jus de box                                          | BEF1 Gold · (36 Wo.)BEF | BEW3 (33 Wo.)BEW | FR22 (20 Wo.)FR | CH48 (4 Wo.)CH | Erstveröffentlichung: 19. Januar 2007                                       |
| 2008 | Covers Cocktail                                     | BEF55 (11 Wo.)BEF | BEW30 (11 Wo.)BEW | FR46 (9 Wo.)FR | — | Erstveröffentlichung: 25. April 2008                                        |
| 2010 | BrussId                                             | BEF2 Gold · (20 Wo.)BEF | BEW6 (22 Wo.)BEW | FR31 (18 Wo.)FR | CH62 (2 Wo.)CH | Erstveröffentlichung: 26. März 2010                                         |
| 2012 | Future Vintage                                      | BEF4 (25 Wo.)BEF | BEW6 (29 Wo.)BEW | FR35 (11 Wo.)FR | CH98 (1 Wo.)CH | Erstveröffentlichung: 7. September 2012                                     |
| 2015 | Human Incognito                                     | BEF6 (36 Wo.)BEF | BEW5 (42 Wo.)BEW | FR29 (11 Wo.)FR | CH53 (3 Wo.)CH | Erstveröffentlichung: 30. November 2015                                     |
| 2019 | Santeboutique                                       | BEF2 (26 Wo.)BEF | BEW4 (24 Wo.)BEW | FR38 (9 Wo.)FR | CH76 (1 Wo.)CH | Erstveröffentlichung: 13. September 2019                                    |
| 2021 | Vivre (Parce que – la collection)                   | BEF1 (83 Wo.)BEF | BEW1 (68 Wo.)BEW | FR37 (7 Wo.)FR | CH65 (1 Wo.)CH | Erstveröffentlichung: 21. Mai 2021 feat. Sofiane Pamart                     |
| 2022 | Opex                                                | BEF1 (22 Wo.)BEF | BEW1 (25 Wo.)BEW | FR9 (6 Wo.)FR | CH24 (2 Wo.)CH | Erstveröffentlichung: 30. September 2022                                    |
| 2023 | Les duettes                                         | BEF3 (16 Wo.)BEF | BEW6 (15 Wo.)BEW | FR93 (1 Wo.)FR | — | Erstveröffentlichung: 8. September 2023                                     |

grau schraffiert: keine Chartdaten aus diesem Jahr verfügbar
Weitere Alben
- 1986: Arno
- 1988: Charlatan
- 1990: Ratata
- 1992: Tracks from the Story
- 1993: Idiots Savants
- 1994: Water (Arno & the Subrovniks)
- 1997: Give Me the Gift

### Livealben
| Jahr | Titel                       | Höchstplatzierung, Gesamtwochen, AuszeichnungChartplatzierungen (Jahr, Titel, Platzierungen, Wochen, Auszeichnungen, Anmerkungen) | Höchstplatzierung, Gesamtwochen, AuszeichnungChartplatzierungen (Jahr, Titel, Platzierungen, Wochen, Auszeichnungen, Anmerkungen) | Höchstplatzierung, Gesamtwochen, AuszeichnungChartplatzierungen (Jahr, Titel, Platzierungen, Wochen, Auszeichnungen, Anmerkungen) | Höchstplatzierung, Gesamtwochen, AuszeichnungChartplatzierungen (Jahr, Titel, Platzierungen, Wochen, Auszeichnungen, Anmerkungen) | Anmerkungen                            |
| Jahr | Titel                       | BEF | BEW | FR | CH | Anmerkungen                            |
| ---- | --------------------------- | --- | --- | --- | --- | -------------------------------------- |
| 1997 | En concert (à la française) | BEF45 (2 Wo.)BEF | BEW32 (4 Wo.)BEW | — | — | Erstveröffentlichung: 24. Februar 1997 |
| 2005 | Live in Brussels            | BEF17 (15 Wo.)BEF | BEW13 (10 Wo.)BEW | FR109 (7 Wo.)FR | — | Erstveröffentlichung: 19. August 2005  |

### Kompilationen
| Jahr | Titel                | Höchstplatzierung, Gesamtwochen, AuszeichnungChartplatzierungen (Jahr, Titel, Platzierungen, Wochen, Auszeichnungen, Anmerkungen) | Höchstplatzierung, Gesamtwochen, AuszeichnungChartplatzierungen (Jahr, Titel, Platzierungen, Wochen, Auszeichnungen, Anmerkungen) | Höchstplatzierung, Gesamtwochen, AuszeichnungChartplatzierungen (Jahr, Titel, Platzierungen, Wochen, Auszeichnungen, Anmerkungen) | Höchstplatzierung, Gesamtwochen, AuszeichnungChartplatzierungen (Jahr, Titel, Platzierungen, Wochen, Auszeichnungen, Anmerkungen) | Anmerkungen                                    |
| Jahr | Titel                | BEF | BEW | FR | CH | Anmerkungen                                    |
| ---- | -------------------- | --- | --- | --- | --- | ---------------------------------------------- |
| 2002 | Arno                 | BEF45 (3 Wo.)BEF | — | — | — | Erstveröffentlichung: 25. November 2002        |
| 2009 | Best Of              | BEF14 (25 Wo.)BEF | BEW34 (41 Wo.)BEW | — | — | Erstveröffentlichung: 15. Mai 2009 Dreifach-CD |
| 2014 | Le coffret essentiel | BEF47 (6 Wo.)BEF | BEW91 (5 Wo.)BEW | — | — | Erstveröffentlichung: 28. März 2014            |

Weitere Kompilationen
- 2005: Essential Volume II
- 2010: Alle 40 goed

### Singles
| Jahr | Titel Album                        | Höchstplatzierung, Gesamtwochen, AuszeichnungChartplatzierungen (Jahr, Titel, Album, Platzierungen, Wochen, Auszeichnungen, Anmerkungen) | Höchstplatzierung, Gesamtwochen, AuszeichnungChartplatzierungen (Jahr, Titel, Album, Platzierungen, Wochen, Auszeichnungen, Anmerkungen) | Höchstplatzierung, Gesamtwochen, AuszeichnungChartplatzierungen (Jahr, Titel, Album, Platzierungen, Wochen, Auszeichnungen, Anmerkungen) | Höchstplatzierung, Gesamtwochen, AuszeichnungChartplatzierungen (Jahr, Titel, Album, Platzierungen, Wochen, Auszeichnungen, Anmerkungen) | Anmerkungen                                                                                   |
| Jahr | Titel Album                        | BEF | BEW | FR | CH | Anmerkungen                                                                                   |
| ---- | ---------------------------------- | --- | --- | --- | --- | --------------------------------------------------------------------------------------------- |
| 1986 | Forget the Cold Sweat Arno         | BEF22 (4 Wo.)BEF | — | — | — |                                                                                               |
| 1993 | Vive ma liberté Idiots Savants     | BEF48 (3 Wo.)BEF | — | — | — |                                                                                               |
| 1999 | Zwart geel rouge –                 | BEF38 (4 Wo.)BEF | — | — | — | Erstveröffentlichung: 26. November 1999 mit Will Tura und Rob Vanoudenhoven als De III Belgen |
| 2007 | Mourir à plusieurs Jus de box      | BEF33 (7 Wo.)BEF | — | — | — |                                                                                               |
| 2010 | Brussels Brussld                   | BEF29 (1 Wo.)BEF | — | — | — | Erstveröffentlichung: 1. März 2010                                                            |
| 2013 | Vous les femmes –                  | — | — | FR114 (4 Wo.)FR | — | Erstveröffentlichung: 25. November 2013                                                       |
| 2016 | Dance like a Goose Human Incognito | — | — | FR175 (1 Wo.)FR | — | Erstveröffentlichung: 11. Januar 2016                                                         |
| 2022 | Als ik mezelf verlies –            | BEF9 (19 Wo.)BEF | — | — | — | Erstveröffentlichung: 28. Oktober 2022 Regi feat. Arno & Melanie                              |

grau schraffiert: keine Chartdaten aus diesem Jahr verfügbar
Weitere Singles
- 2009: De mots (mit Julien Doré)
- 2012: Show of Life
- 2016: Please Exist
- 2016: Je veux vivre
- 2019: Oostende bonsoir
- 2019: Santeboutique
- 2019: Tjip tjip c’est fini
- 2020: They Are Coming
- 2021: Solo Gigolo (feat. Sofiane Pamart)
- 2021: Quelqu’un a touché ma femme (feat. Sofiane Pamart)

## Ehrungen

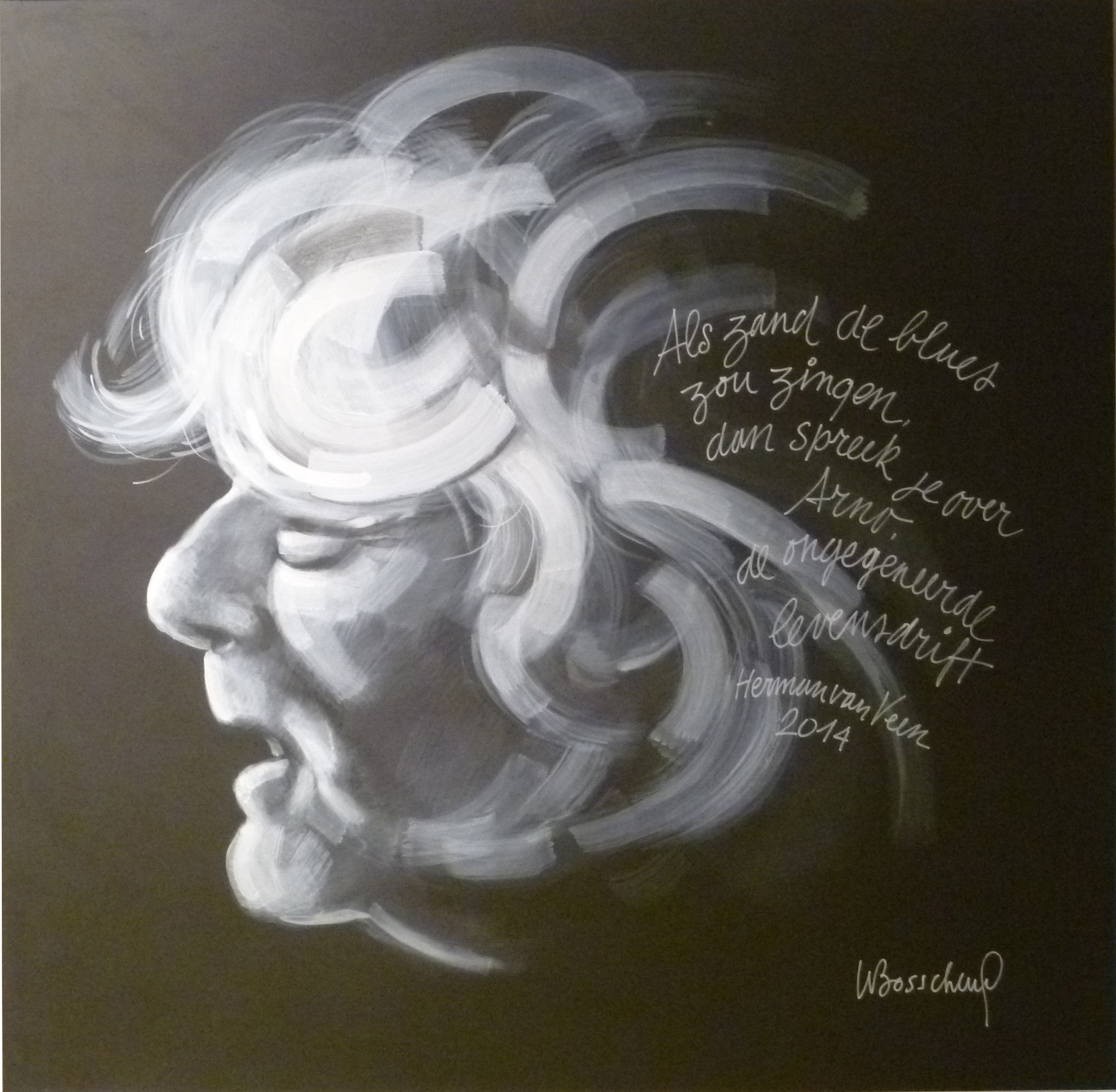
Arno Hintjens vom belgischen Maler Willy Bosschem

- Ritter im Ordre des Arts et des Lettres: 2002[5]
- Grand Prix du Disque (Chanson) für Arno Charles Ernest: 2002[6]
- Ehrenbürger der Stadt Brüssel: 2017[7]
- Ehrenbürger der Stadt Ostende: 2018[8]
- Music Industry Lifetime Achievement Award: 2019[9]
- Offizier im Kronenorden: 2022[10]